# 返済
| ウィキペディアには「返済」という見出しの百科事典記事はありません（タイトルに「返済」を含むページの一覧/「返済」で始まるページの一覧）。 代わりにウィクショナリーのページ「返済」が役に立つかもしれません。 |